# Мала Петрівка
Мала́ Петрі́вка — село Куяльницької сільської громади в Подільському районі Одеської області, Україна. Населення становить 31 осіб.

## Історія
28 листопада 1956 року с-ще (х.) Петрівка Качурівської сільради (на 1946 р. — Велико-Кіндратівської) передане в підпорядкування Петрівській сільраді Долинського району.
12 червня 2020 року, відповідно до Розпорядження Кабінету Міністрів України від № 724-р «Про визначення адміністративних центрів та затвердження територій територіальних громад Одеської області», увійшло до складу Куяльницької сільської територіальної громади.
19 липня 2020 року, в результаті адміністративно-територіальної реформи і ліквідації Подільського району (1923-2020), село увійшло до складу новоутвореного Подільського району Одеської області.

## Населення
Згідно з переписом УРСР 1989 року чисельність наявного населення села становила 78 осіб, з яких 30 чоловіків та 48 жінок.
За переписом населення України 2001 року в селі мешкала 31 особа.

### Мова
Розподіл населення за рідною мовою за даними перепису 2001 року:
| Мова       | Відсоток |
| ---------- | -------- |
| українська | 90,32 %  |
| російська  | 6,45 %   |
| інші       | 3,23 %   |